# Koszarawa (gmina)
Koszarawa – gmina wiejska w województwie śląskim, w powiecie żywieckim. W latach 1975–1998 gmina położona była w województwie bielskim.
Siedziba gminy to Koszarawa.
Według danych z 30 czerwca 2004 gminę zamieszkiwało 2515 osób. Natomiast według danych z 31 grudnia 2017 roku gminę zamieszkiwało 2377 osób.
Jest to najmniejsza pod względem ludności gmina województwa śląskiego.

## Struktura powierzchni
Według danych z roku 2002 gmina Koszarawa ma obszar 31,24 km², w tym:
- użytki rolne: 44%
- użytki leśne: 52%

Gmina stanowi 3% powierzchni powiatu.

## Sołectwa
- Koszarawa

## Demografia

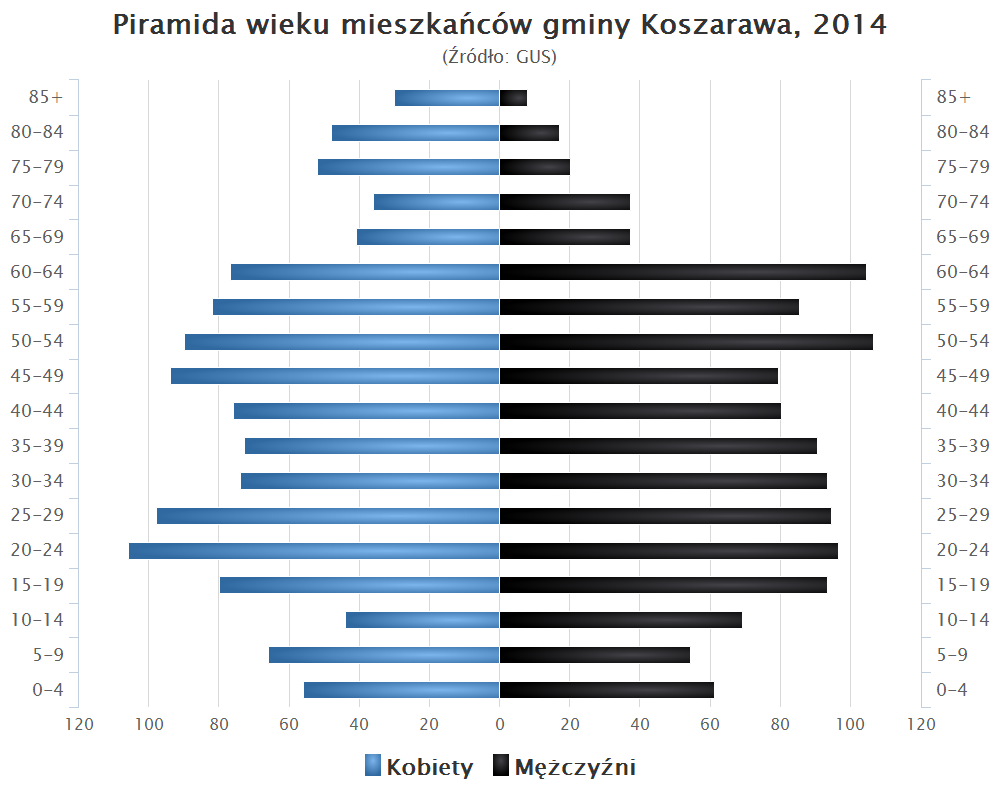
Piramida wieku mieszkańców gminy Koszarawa w 2014 roku

Dane z 30 czerwca 2004:
| Opis                              | Ogółem | Ogółem | Kobiety | Kobiety | Mężczyźni | Mężczyźni |
| --------------------------------- | ------ | ------ | ------- | ------- | --------- | --------- |
| jednostka                         | osób   | %      | osób    | %       | osób      | %         |
| populacja                         | 2515   | 100    | 1258    | 50      | 1257      | 50        |
| gęstość zaludnienia (mieszk./km²) | 80,5   | 80,5   | 40,3    | 40,3    | 40,2      | 40,2      |

## Sąsiednie gminy
Jeleśnia, Stryszawa, Zawoja.